# 1914 (band)
1914 is een Oekraïense blackened deathmetalband, opgericht in Lviv in 2014. Het thema van hun muziek is geïnspireerd op de Eerste Wereldoorlog. 
Muzikaal gezien combineert de band elementen van doom-, black- en deathmetal.

## Geschiedenis
1914 werd in de zomer van 2014 in Lviv opgericht door Dmytro "Kumar" Ternuschak.  In 2015 bracht de band hun debuutalbum Eschatology of War uit via Archaic Sound.
Drie jaar later verscheen hun tweede album, The Blind Leading the Blind. Dat album kreeg positieve recensies    en al snel tekende de band een contract bij Napalm Records.
2021 bracht 1914 hun derde studioalbum uit, Where Fear and Weapons Meet, dat eveneens lovende kritieken kreeg  en door meerdere metal recensenten uitgeroepen werd tot een van beste metal albums van het jaar.    

## Muziekstijl
1914 speelt blackened doom/death metal. Opvallend zijn de laag gestemde gitaren & melodieuze, vaak deprimerende gitaarpartijen in de nummers. De typerende blastbeats van death metal zijn vrij zeldzaam, in plaats daarvan speelt de band voornamelijk in een traag tot gemiddeld tempo. Veel nummers worden begeleid door samples, zoals toespraken uit de Eerste Wereldoorlog, geluiden van de strijd of motorgeluiden. De intro's (War In) en outro's (War Out) op de albums zijn telkens nummers uit die tijd in authentieke geluidskwaliteit.  Zo werd het Britse marslied It's A Long Way To Tipperary gebruikt als intro voor Eschatology Of War. Als outro werd Charles Hart's The Last Mile gebruikt.

## Leden

### Huidig bezetting
- 2nd Division, 147th Infantry Regiment, Senior Lieutenant Dietmar Kumarberg (Dmytro Ternushchak) - zang (2014–)
- 37th Division, Field Artillery Regiment No. 73, watchman Liam Fessen (Oleksa Fisyuk) - gitaar (2014–)
- 5th Division, Ulanensky Regiment No. 3, Sergeant Vitalis Winkelhock (Vitaliy Vyhovskyi) - gitaar (2015–)
- 9th Division, Grenadier Regiment No. 7, non-commissioned officer Armin von Heinessen (Armen Oganesyan) - bass gitaar (2014–)
- 33rd Division, 7th Thuringian Infantry Regiment. No. 96, Private Rusty Potoplakht (Rostyslav Potoplyak) - drums (2016–)

### Voormalige leden
- First lieutenant Serge Russell (company C, 306th machine gun battalion) (Serhiy) - drums (2014-2016)
- Sergeant Andrew Naifman (157th Field Artillery Regiment, 40th Infantry Division) (Andriy Rieznikov) - gitaar (2014-2015)
- 5th Division, Ulanen Regiment No. 3, Sergeant Basil Lagenndorf (Vasyl Lahodiuk) - gitaar (2015)

## Discografie

### Studio albums
- Eschatology of War (2015)
- The Blind Leading the Blind (2018)
- Where Fear and Weapons Meet (2021)

### Ep's & splits
- Ich hatt einen Kameraden (2016, split met Minenwerfer)

### Demo's
- Für Kaiser, Volk und Vaterland / Stoßtrupp 1917 (compilatie met singles en demo's)

### Compilaties
- Eschatology of War / Für Kaiser, Volk und Vaterland (2016, compilatie)

### Singles
- Caught in the Crossfire (2014)
- Frozen in Trenches (Christmas Truce) (2014)
- Zeppelin Raids (2015)
- Stoßtrupp 1917 (2017)
- …and a Cross Now Marks His Place (2021)
- Pillars of Fire (The Battle of Messines) (2021)
- FN .380 ACP#19074 (2021)
- Flammenwerfer vor! (2022)